# Marshall Field's

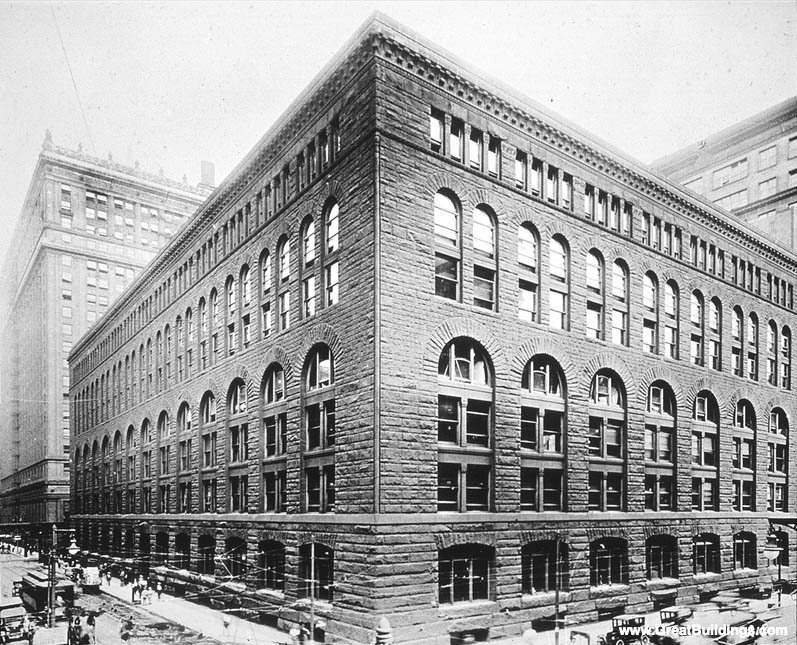
I grandi magazzini Marshall Field's, 1890

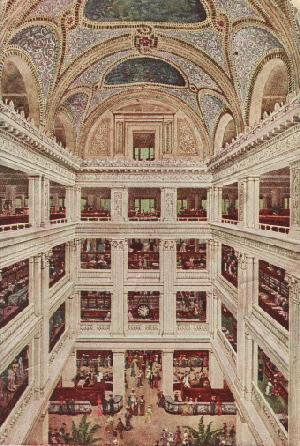
Interno dei grandi magazzini Marshall Field's, 1910

Marshall Field's (ufficialmente Marshall Field & Company) era una catena di grandi magazzini di Chicago, fondata nel 1852 da Marshall Field, al quale viene attribuita la famosa frase "il cliente ha sempre ragione". Il 30 agosto 2005 la catena Marshall Field's è stata acquistata dalla catena Macy's.
La sede ammiraglia Marshall Field and Company Building in "State Street" nel Loop di Chicago (il centro storico) è stata ufficialmente ribattezzata Macy's State Street nel 2006 ed è ora uno dei quattro "flagship store" principali di Macy's.
Tra le innovazioni apportate alla grande distribuzione dalla società Marshall Field's vi sono: i ristoranti e le sale da te interne ai magazzini, le scale mobili e le liste nozze.